# Championnat d'Europe de poursuite par équipes masculin (moins de 23 ans)
Le Championnat d'Europe de poursuite par équipes masculin moins de 23 ans est le championnat d'Europe de poursuite par équipes organisé annuellement par l'Union européenne de cyclisme pour les cyclistes âgés de moins de 23 ans. Le championnat, organisé depuis 2001, a lieu dans le cadre des championnats d'Europe de cyclisme sur piste juniors et espoirs.

## Palmarès
| Année | Or                                                                                  | Argent                                                                               | Bronze                                                                                  |
| ----- | ----------------------------------------------------------------------------------- | ------------------------------------------------------------------------------------ | --------------------------------------------------------------------------------------- |
| 2001  | Tchéquie Michal Kesl Stanislav Kozubek Libor Hlavac Alois Kaňkovský                 | Lituanie Tomas Vaitkus Vytautas Kaupas Aivaras Baranauskas Sergejus Apionkinas       | Russie Ivan Terenine Mikhail Mikheev Andrey Pchelkin Vasily Intoukine                   |
| 2002  | Ukraine Volodymyr Zagorodny Vitaliy Popkov Roman Kononenko Volodymyr Dyudya         | France Vincent Socquin Christophe Riblon Nicolas Rousseau Aurélien Mingot            | Allemagne Leif Lampater Marc Altmann Christian Müller Daniel Schlegel                   |
| 2003  | Ukraine Volodymyr Zagorodny Vitaliy Popkov Roman Kononenko Volodymyr Dyudya         | Russie Mikhail Mikheev Alexey Shmidt Alexander Khatuntsev Ilya Krestianinov          | Biélorussie Vasil Kiryienka Viktor Rapinski Yauhen Sobal Dzmitry Aulasenka              |
| 2004  | Ukraine Vitaliy Popkov Volodymyr Dyudya Maksym Polyshchuk Dmytro Grabovskyy         | Pays-Bas Geert-Jan Jonkman Levi Heimans Jos Pronk Wim Stroetinga                     | Russie Alexey Shmidt Ilya Krestianinov Alexander Khatuntsev Sergey Sevostianov          |
| 2005  | Russie Valery Valynin Ivan Kovalev Sergey Kolesnikov Alexander Khatuntsev           | Ukraine Maxim Polischuk Volodymyr Dyudya Vitaliy Popkov Dmytro Grabovskyy            | Lituanie Simas Kondrotas Aidis Kruopis Ignatas Konovalovas Gediminas Bagdonas           |
| 2006  | Grande-Bretagne Geraint Thomas Andrew Tennant Ian Stannard Edward Clancy            | Russie Valery Valynin Ivan Kovalev Sergey Kolesnikov Alexander Khatuntsev            | Lituanie Gediminas Bagdonas Simas Kondrotas Ignatas Konovalovas Aidis Kruopis           |
| 2007  | Grande-Bretagne Peter Kennaugh Ben Swift Steven Burke Jonathan Bellis               | Russie Alexey Bauer Ivan Kovalev Nikolai Trussov Alexey Usov                         | Belgique Tim Mertens Jonathan Dufrasne Kenny De Ketele Dominique Cornu                  |
| 2008  | Grande-Bretagne Andrew Tennant Steven Burke Mark McNally Peter Kennaugh             | Russie Valery Valynin Ivan Kovalev Alexander Petrovskiy Ievgueni Kovalev             | Italie Omar Bertazzo Davide Cimolai Marco Coledan Elia Viviani                          |
| 2009  | Russie Artur Ershov Valery Kaykov Ievgueni Kovalev Alexander Petrovskiy             | Grande-Bretagne Mark Christian Andrew Fenn Luke Rowe Erick Rowsell                   | Pologne Pawel Brylowski Dawid Glowacki Adrian Kuriek Grzegorz Stępniak                  |
| 2010  | Russie Sergey Chernetskiy Valery Kaykov Artur Ershov Sergey Shilov                  | Allemagne Johannes Kahra Theo Reinhardt Jakob Steigmiller Lucas Liss                 | France Vivien Brisse Julien Duval Nicolas Giulia Julien Morice                          |
| 2011  | Russie Sergey Chernetskiy Artur Ershov Maxim Kozyrev Kirill Sveshnikov              | Grande-Bretagne Mark Christian Samuel Harrison Joseph Kelly Erick Rowsell            | Suisse Olivier Beer Silvan Dillier Jan Keller Cyrille Thièry                            |
| 2012  | Russie Matvey Zubov Nikolay Zhurkin Ivan Savitskiy Viktor Manakov                   | Suisse Jan Keller Théry Schir Cyrille Thièry Silvan Dillier                          | Belgique Jasper De Buyst Gijs Van Hoecke Joris Cornet Moreno De Pauw                    |
| 2013  | Suisse Tom Bohli Théry Schir Frank Pasche Stefan Küng                               | France Fabien Le Coguic Julien Morice Bryan Coquard Romain Le Roux                   | Tchéquie Ondřej Vendolský František Sisr Denis Rugovac Ondřej Rybín                     |
| 2014  | Suisse Tom Bohli Théry Schir Frank Pasche Stefan Küng                               | Russie Alexander Grigoriev Alexander Evtushenko Andrey Sazanov Viktor Manakov        | Allemagne Marco Mathis Leon Rohde Domenic Weinstein Sebastian Wotschke                  |
| 2015  | Grande-Bretagne Oliver Wood Germain Burton Matthew Gibson Christopher Latham        | Suisse Théry Schir Tom Bohli Patrick Müller Frank Pasche                             | Biélorussie Raman Tsishkou Yauheni Karaliok Mikhail Shemetau Raman Ramanau              |
| 2016  | France Thomas Denis Corentin Ermenault Florian Maître Benjamin Thomas               | Italie Simone Consonni Filippo Ganna Francesco Lamon Davide Plebani                  | Grande-Bretagne Matthew Bostock Joe Holt Mark Stewart Oliver Wood                       |
| 2017  | Grande-Bretagne Matthew Bostock Ethan Hayter Joe Holt Matthew Walls                 | Belgique Lindsay De Vylder Robbe Ghys Gerben Thijssen Sasha Weemaes                  | Pologne Dawid Czubak Szymon Krawczyk Bartosz Rudyk Daniel Staniszewski                  |
| 2018  | Grande-Bretagne Matthew Bostock Joe Holt Matthew Walls Fred Wright Rhys Britton     | Suisse Valère Thiébaud Lukas Rüegg Stefan Bissegger Robin Froidevaux Nico Selenati   | Russie Ivan Smirnov Dmitri Moukhomediarov Lev Gonov Gleb Syritsa                        |
| 2019  | Russie Ivan Smirnov Dmitri Moukhomediarov Lev Gonov Gleb Syritsa                    | Belgique Fabio Van den Bossche Robbe Ghys Gerben Thijssen Sasha Weemaes              | Suisse Robin Froidevaux Valère Thiébaud Mauro Schmid Alex Vogel                         |
| 2020  | Russie Nikita Bersenev Lev Gonov Ivan Smirnov Gleb Syritsa                          | Italie Davide Boscaro Gidas Umbri Jonathan Milan Tommaso Nencini                     | Allemagne Richard Banusch Tobias Buck-Gramcko Felix Groß Nicolas Heinrich               |
| 2021  | Russie Egor Igoshev Ilia Shchegolkov Ivan Novolodskii Vlas Shichkin                 | Grande-Bretagne Alfred George Max Rushby Rhys Britton William Tidball                | Italie Davide Boscaro Gidas Umbri Tommaso Nencini Manlio Moro Niccolò Galli             |
| 2022  | Italie Davide Boscaro Mattia Pinazzi Manlio Moro Niccolò Galli                      | Belgique Gianluca Pollefliet Noah Vandenbranden Thibaut Bernard Tuur Dens            | France Clément Petit Nicolas Hamon Eddy Le Huitouze Clément Cordenos Grégory Pouvreault |
| 2023  | Grande-Bretagne Josh Charlton Jack Brough Noah Hobbs Joshua Tarling Joshua Giddings | Italie Samuel Quaranta Niccolò Galli Bryan Olivo Mattia Pinazzi Alessio Delle Vedove | Belgique Thibaut Bernard Brem Deman Gianluca Pollefliet Noah Vandenbranden              |
| 2024  | Italie Renato Favero Luca Giaimi Manlio Moro Niccolò Galli Samuel Quaranta          | Belgique Renzo Raes Noah Vandenbranden Thibaut Bernard Milan Van Den Haute Stan Dens | Allemagne Leon Arenz Bruno Keßler Ben Felix Jochum Benjamin Boos                        |
| 2025  | Grande-Bretagne Elliot Rowe Ben Wiggins Noah Hobbs Josh Charlton William Salter     | Allemagne Moritz Binder Bruno Keßler Benjamin Boos Max-David Briese Ben Felix Jochum | Italie Matteo Fiorin Christian Fantini Renato Favero Luca Giaimi Julian Bortolami       |